# 372P/McNaught
372P/McNaught, komet Jupiterove obitelji